# Andrzej Jasiński

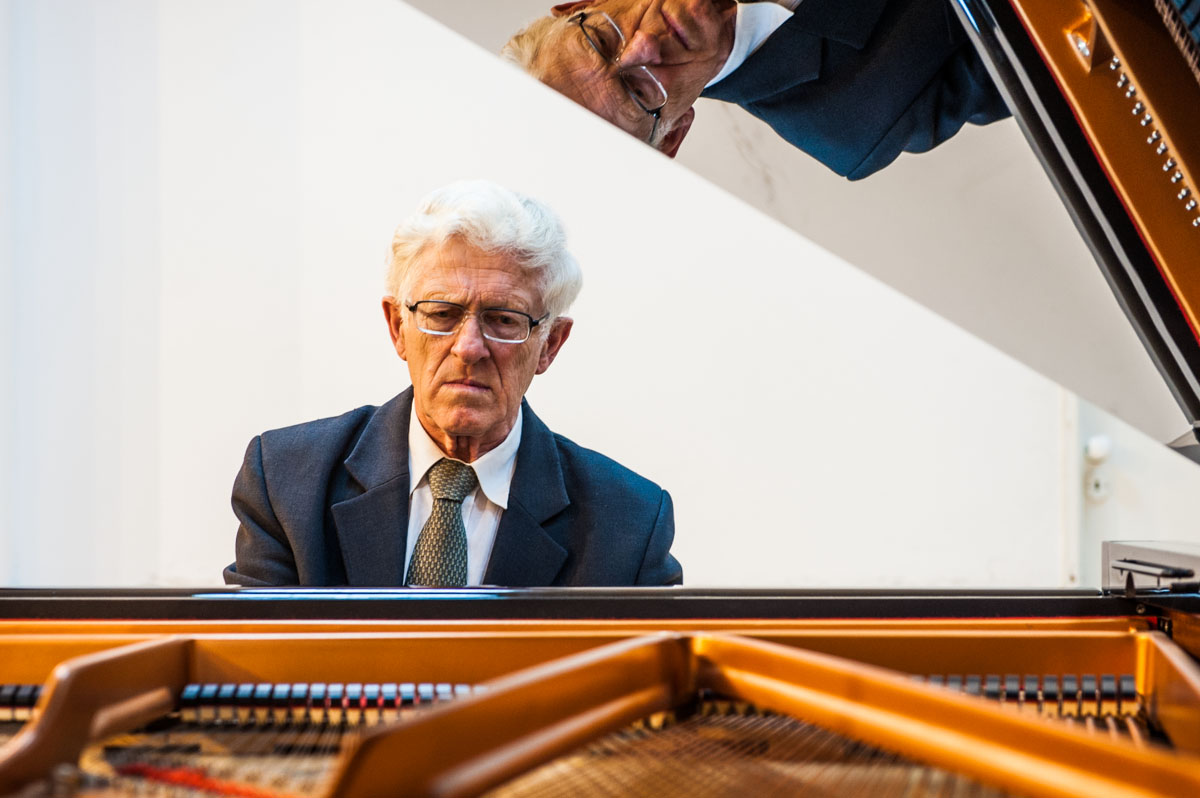
Andrzej Jasiński

Andrzej Jasiński (* 23. Oktober 1936 in Tschenstochau) ist ein polnischer Pianist.

## Leben
Jasiński studierte bei Władysława Markiewiczówna (1900–1982) in Kattowitz und Magda Tagliaferro in Paris.
Er gewann beim Internationalen Klavierwettbewerb in Barcelona den 1. Preis. Seither entfaltet er eine rege Konzerttätigkeit und pädagogische Arbeit an der Musikakademie Kattowitz. Er war Vorsitzender des Jury des 14., 15. und 16. Internationalen Chopin-Wettbewerbs in Warschau.
Von 1979 bis 1982 war er Professor an der Musikhochschule Stuttgart. 2007 erhielt er die Ehrendoktorwürde der Fryderyk-Chopin-Musikakademie (heute Fryderyk-Chopin-Universität für Musik) Warschau. Sein bekanntester Schüler ist Krystian Zimerman.
Beim Schleswig-Holstein Musik Festival gibt Andrzej Jasiński Meisterkurse.